# 중화 타이베이 올림픽 위원회
중화 타이베이 올림픽 위원회(중국어 정체자: 中華奧林匹克委員會, 병음: Zhōnghuá Àolínpǐkè Wěiyuánhuì, 영어: Chinese Taipei Olympic Committee)는 대만(중화민국)을 대표하는 국가 올림픽 위원회이다. IOC 코드는 TPE이다. 본부는 타이베이시에 있으며 아시아 올림픽 평의회에 소속되어 있다. 올림픽, 아시안 게임을 비롯한 국제 스포츠 대회에 참가하는 대만의 선수들을 대표한다.

## 역사
1922년 4월 3일에 베이징에서 중화민국의 스포츠 발전을 담당하던 기구인 중화 아마추어 체육 연합회(中華業餘運動聯合會)가 창설되었다. 이 기구는 1922년 프랑스 파리에서 열린 IOC 총회에서 중국을 대표하는 국가 올림픽 위원회인 "중국 올림픽 위원회"로 승인받았다. 1924년 7월에는 상하이에서 중화 전국 체육 협진회(中華全國體育協進會)로 개편되었고 1932년 로스앤젤레스 하계 올림픽에서는 중화민국 선수단이 처음으로 올림픽에 참가했다.
1949년에 국공 내전을 통해 중화인민공화국을 수립한 중국 공산당에 패배한 중국 국민당이 중화민국 정부를 대만으로 이전하면서 중화민국을 대표하는 국가 올림픽 위원회 또한 대만으로 이전하게 된다. 중화인민공화국과 중화민국은 자신들이 중국을 대표하는 유일한 합법 정부임을 주장했기 때문에 올림픽 참가 자격을 둘러싼 논란 또한 국제 스포츠계에서도 이어지게 된다. 이 때문에 중화인민공화국은 한동안 중화민국이 참가했던 올림픽, 아시안 게임에 참가하지 않았다.
1971년 10월 25일에 열린 유엔 총회에서 유엔 총회 결의 제2758호가 채택됨에 따라 중화인민공화국은 유엔에서 중국을 대표하는 유일한 합법 정부로 승인되었고 중화민국은 유엔에서 축출되었다. 이에 따라 국제 스포츠계에서도 중화민국을 축출하고 중화인민공화국의 참가를 허용해야 한다는 주장이 제기되었다. 1973년에 아시아 경기 연맹(AGF)이 중화인민공화국의 가입을 승인하면서 중화민국은 자동으로 추방당했고 한동안 아시안 게임에 참가하지 못했다. 1976년 몬트리올 하계 올림픽에서는 개최국인 캐나다 정부가 중화인민공화국과의 외교 관계, 하나의 중국 원칙을 이유로 중화민국의 국호, 국기, 국가 사용을 제한하자 중화민국은 대회에 불참하게 된다.
1979년 10월에 일본 나고야에서 열린 국제 올림픽 위원회(IOC) 집행위원회의 결의를 통해 중국 올림픽 위원회가 중화인민공화국을 대표하는 국가 올림픽 위원회로 승인을 받았다. 이에 국제 올림픽 위원회는 중화민국이 올림픽을 비롯한 국제 스포츠 대회에 참가하기 위해서는 국호, 국기, 국가를 변경해야 한다고 결정했다. 이에 중화민국은 1981년 3월 23일에 스위스 로잔에 위치한 국제 올림픽 위원회 본부에서 체결한 국제 올림픽 위원회와의 협정을 통해 대체 국호인 중화 타이베이를 사용하게 되었고 비로소 양안의 두 올림픽 위원회가 정상적으로 출전할 수 있게 되었다. 1986년에 아시아 올림픽 평의회(OCA)가 대한민국 서울에서 열린 총회를 통해 OCA 재가입을 승인하면서 중화민국은 아시안 게임에 복귀하게 된다.

### 역대 로고

1979년 이전까지 사용된 중화민국 올림픽 위원회 엠블럼
중화 타이베이 올림픽 위원회 엠블럼

## 상징

### 국가 올림픽 위원회기

중화 타이베이 올림픽 위원회기

중화 타이베이 올림픽 위원회기는 1981년 3월 23일에 제정되었으며 일명 매화기(梅花旗)라고 부르기도 한다. 하얀색 바탕 가운데에 매화의 5개 꽃잎 모양을 한 파란색, 하얀색, 빨간색 고리가 그려져 있으며 빨간색 고리 안에는 하얀색 매화 문양이 그려져 있다. 하얀색 매화 문양 안에는 청천백일(靑天白日, 파란색 원 안에 하얀색 태양이 그려져 있음) 문양과 오륜(五輪, 파란색, 노란색, 검은색, 초록색, 빨간색 고리) 문양이 그려져 있다.
매화는 중화민국(대만)의 국화로서 겨울에 심한 추위를 이겨내고 피어나는 꽃이다. 이는 고된 훈련을 통해 좋은 성적을 기록하는 대만의 선수들을 의미한다. 파란색, 하얀색, 빨간색은 중화민국의 국기(대만의 국기)에서 유래된 색이다. 청천백일 문양은 중화민국(대만)을 상징하는 문양이지만 국제 올림픽 위원회의 승인을 받은 청천백일 문양은 중화민국의 국장(대만의 국장)과 중국 국민당의 휘장의 중간 크기이다. 오륜 문양은 올림픽을 상징하는 문양이다.

### 국가 올림픽 위원회 찬가
《중화 타이베이 올림픽 위원회 찬가》(中華奧林匹克委員會會歌)는 《중화민국 국기가》를 올림픽 정신을 찬양하는 내용으로 개사한 가사를 사용한다. 《중화 타이베이 올림픽 위원회 찬가》의 선율은 《중화민국 국기가》와 동일하며 장비더(張彼德)가 찬가 작사를 맡았다. 1983년 6월 1일에 국제 올림픽 위원회로부터 승인을 받았다.

#### 중국어 가사
奧林匹克，奧林匹克，無分宗教，不論種族。
為促進友誼，為世界和平，五洲青年，聚會奧運。
公平競賽，創造新紀錄，得勝勿驕，失敗亦毋綏。
努力向前，更快更強，奧林匹克永光輝。
努力向前，更快更強，奧林匹克永光輝。

#### 한국어 한자음
오림필극, 오림필극, 무분종교, 불론종족.
위촉진우의, 위세계화평, 오주청년, 취회오운.
공평경새, 창조신기록, 득승물교, 실패역무수.
노력향전, 갱쾌갱강, 오림필극영광휘.
노력향전, 갱쾌갱강, 오림필극영광휘.

#### 한어 병음
Àolínpǐkè, àolínpǐkè, wú fēn zōngjiào, bùlùn zhǒngzú.
Wèi cùjìn yǒuyì, wèi shìjiè hépíng, wǔzhōu qīngnián, jùhuì àoyùn.
Gōngpíng jìngsài, chuàngzào xīn jìlù, déshèng wù jiāo, shībài yì wú suí.
Nǔlì xiàng qián, gèng kuài gèng qiáng, àolínpǐkè yǒng guānghuī.
Nǔlì xiàng qián, gèng kuài gèng qiáng, àolínpǐkè yǒng guānghuī.

#### 한글 표기
아오린피커, 아오린피커, 우 펀 쭝자오, 부룬 중쭈.
웨이 추진 유이, 웨이 스제 허핑, 우저우 칭녠, 쥐후이 아오윈.
궁핑 징싸이, 촹짜오 신 지루, 더성 우 자오, 스바이 이 우 쑤이.
누리 샹 첸, 겅 콰이 겅 창, 아오린피커 융 광후이.
누리 샹 첸, 겅 콰이 겅 창, 아오린피커 융 광후이.

#### 한국어 번역 (비공식 번역)
올림픽, 올림픽은 종교를 가리지 않고, 민족을 가리지 않는다네.
우정을 위해서, 세계 평화를 위해서, 다섯 대륙의 청년들은 올림픽에 모인다네.
공정하게 경쟁하고, 새로운 기록을 만들자. 승리에 교만하지 말고, 실패를 두려워하지 말자.
앞으로 나아가고, 더 빠르게, 더 강하게, 올림픽이 영원히 빛나도록 노력하자.
앞으로 나아가고, 더 빠르게, 더 강하게, 올림픽이 영원히 빛나도록 노력하자.

## 같이 보기
- 중화 타이베이
- 대만 문제
- 중국 올림픽 위원회